# فاکوندو باگنیس
فاکوندو باگنیس (انگلیسی: Facundo Bagnis؛ زادهٔ ۲۷ فوریهٔ ۱۹۹۰) یک تنیس‌باز اهل آرژانتین است.